# 圣阿芒 (克勒兹省)
圣阿芒（法語：Saint-Amand，法語發音：[sɛ̃.t‿amɑ̃]）是法国克勒兹省的一个市镇，属于欧比松区。

## 地理
圣阿芒（45°58'54"N, 2°12'30"E）面积8.05 平方千米，位于法国新阿基坦大区克勒兹省，该省份为法国中部省份，位于法國中央高原西北部，北起安德尔省和谢尔省，西接维埃纳省，南至科雷兹省，东临多姆山省，东北与阿列省接壤。
与圣阿芒接壤的市镇（或旧市镇、城区）包括：欧比松、拉绍萨德、圣阿尔皮尼安、圣迈克桑。

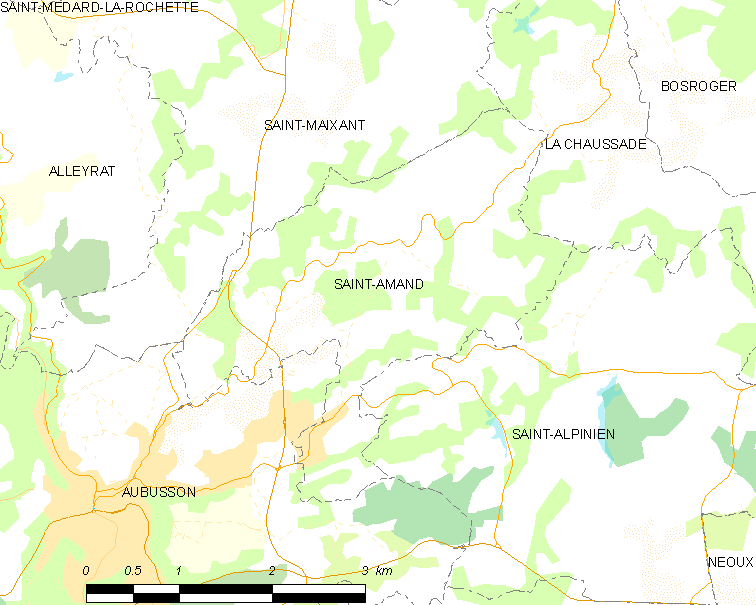
的OSM定位图

圣阿芒的时区为UTC+01:00、UTC+02:00（夏令时）。

## 行政
圣阿芒的邮政编码为23200，INSEE市镇编码为23180。

## 政治
圣阿芒所属的省级选区为欧比松县。

## 人口

1962-2008年间人口变化图示

圣阿芒于2022年1月1日时的人口数量为453人。